# Sasha Lilley
Sasha Lilley (* 1975) ist eine US-amerikanische Autorin und Journalistin in Oakland, Kalifornien.

## Karriere und politische Aktivitäten
Sie editiert seit 2003 das Programm „Against the Grain“ (gegen den Strich) beim KPFA unter der Pacifica-Radio-Gruppe. In dem Programm werden typischerweise verschiedene einzelne Gäste aus dem linksintellektuellen aktivistischen oder akademischen Spektrum über ca. eine Stunde hinweg zu ihren aktuellen Forschungen oder sozialwissenschaftlichen Kommentare interviewt. Im Zeitraum 2007–2009 hatte sie die Programmdirektion von KPFA inne. Dabei kuratierte sie die Winter-Soldiers-Anhörungen, bei denen Statements zum Irak- und Afghanistankrieg von ca. 200 Soldaten und Zivilisten medienwirksam veröffentlicht wurden.
Vor der Tätigkeit als Herausgeberin und Redakteurin war sie als Analystin und Autorin für die NGO CorpWatch tätig zu den Themenfeldern der Weltbank, Arbeitskämpfen und der Agrarindustrie. Sie unterrichtet für die Fakultät der Anthropologie am California Institute of Integral Studies. Bei PM Press editiert sie die Serie zur politischen Ökonomie Spectre.
Im Oktober 2024 gehörte Lilley zu den Unterzeichnern eines Aufrufs zum Boykott israelischer Kulturinstitutionen, „die an der überwältigenden Unterdrückung der Palästinenser mitschuldig sind oder diese stillschweigend beobachtet haben“.

## Privates
Lilley ist mit dem Gründer von AK Press und PM Press Ramsey Kanaan verheiratet.

## Werke / Beteiligungen
- Turbulence Collective. 2010. What Would It Mean to Win? Oakland, Calif.: PM Press.
- Lilley, Sasha. 2011. Capital and Its Discontents: Conversations with Radical Thinkers in a Time of Tumult. Oakland, Calif.; London: PM Press
- Lilley, Sasha. 2012. Catastrophism: the apocalyptic politics of collapse and rebirth. Oakland, Calif: PM Press.
- Güneşer, Havin et al. 2020. The art of freedom: a brief history of the Kurdish liberation struggle. Oakland: PM Press.